# Aeroportul Baytown
Aeroportul Baytown (IATA: HPY, ICAO: KHPY, FAA LID: HPY) este un aeroport din Texas, Statele Unite ale Americii ce deservește zona Baytown⁠(d). A fost numit după zona deservită.
Situat la o altitudine de 10 m, aeroportul dispune de 1 pistă.

## Infrastructură

### Piste
Aeroportul dispune de o singură pistă. Pista 14/32 are suprafața de asfalt și dimensiunile 4.334 picioare × 60 picioare. 